# Округ Аранзас (Тексас)
Округ Аранзас (енгл. Aransas County) је округ у америчкој савезној држави Тексас. По попису из 2010. године број становника је 23.158.

## Демографија
Према попису становништва из 2010. у округу је живело 23.158 становника, што је 661 (2,9%) становника више него 2000. године.
| Група             | 2000.          | 2010.          |
| Белци             | 16.596 (73,8%) | 16.350 (70,6%) |
| Афроамериканци    | 322 (1,4%)     | 303 (1,3%)     |
| Азијати           | 623 (2,8%)     | 455 (2,0%)     |
| Хиспаноамериканци | 4.571 (20,3%)  | 5.690 (24,6%)  |
| Укупно            | 22.497         | 23.158         |